# Alfred Kämpe
Johan Alfred Teodor Kämpe, ursprungligen Pettersson, född 21 februari 1877 i Ringarums socken, Östergötland, död den 11 februari 1936 i Stockholm, var en svensk författare och tidningsman. 

## Biografi
Kämpe kom ur enkla villkor. Hans föräldrar var torpare vid godset Fyllingarum. Han började tidigt arbeta vid godset, som vallpojke och hjälpdagsverkare. Han kom då i närkontakt med arbetskonflikter och påverkades på 1890-talet av nykterhetsrörelsen och arbetarrörelsen, som då kom till den östgötska landsbygden. Kämpe började läsa böcker och snart även skriva artiklar som han skickade till liberala tidningar. I artiklarna kritiserade han konservativa lantpatroner och storbönder. 
I 20-årsåldern flyttade han till Norrköping och gick på IOGT:s aftonskola. Två år därefter fick han anställning som journalist i Härnösand. Han började därmed sin bana som journalist och författare. Han gav ut flera novellsamlingar med motiv från lantarbetarnas liv, till exempel Trälar (1907) och Torpare (1909). Han blev därigenom en av de första proletärförfattarna. 1908 var han med och startade den fackliga organisationen Svenska lantarbetareförbundet. Från 1928 och till sin död var han redaktör för dess tidskrift Lantarbetaren. Ivar Lo-Johansson tecknar i novellen Redaktörens död, som ingår i Statarna, del 1 (1936), ett äreminne över denna insats.
På 1910-talet ägnade Kämpe mycken tid åt historiska studier. Resultatet blev Svenska allmogens frihetsstrider, från äldsta tider till våra dagar, som utkom i tre band åren 1918-20. I verket försöker Kämpe beskriva historien främst ur den fattiga lantbefolkningens perspektiv. För första gången skildras till exempel de svenska bondeupprorens historia. Vilhelm Moberg använde Kämpes uppgifter om allmogevapnet morgonstjärnan, när han skrev sin beredskapsroman Rid i natt! (1941). Särskilt i de två senare delarna, om 1700- och 1800-talets historia, var Kämpes insats pionjärens. Allmogens historia var dessförinnan mycket ofullständigt utforskad. 
Kämpe var länge bortglömd i litteraturhistorien, men han lyftes åter fram av Lars Furuland i Statarna i litteraturen (1962), och därefter utgavs Trälar, torpare, statare – noveller och journalistik i urval (1963; ny, något utökad upplaga 1976), och ett urval ur Svenska allmogens frihetsstrider (1974). Kämpe är begravd på Skogskyrkogården i Stockholm.

### Skönlitteratur
- Trälar : några betraktelser från en herregård. Malmö: Fram. 1907. Libris 1615059. http://litteraturbanken.se/#!forfattare/KampeA/titlar/Tralar/etext
- Konflikt : socialt skådespel i 4 akter. Göteborg: E. Ljungberg. 1908. Libris 1615056. http://litteraturbanken.se/#!/forfattare/KampeA/titlar/Konflikt/sida/1/etext
- Torpare : några skisser från herregårdsfolkets liv. Ljus enkronasbibliotek. Stockholm: Ljus. 1909. Libris 1615058. https://runeberg.org/torpare/
- Mikaelsdal. Stockholm: Ljus. 1910. Libris 14845197. http://hdl.handle.net/2077/34587
- Vinddrivna. Stockholm: Geber. 1911. Libris 1635820
- Segrare : roman. Åhlén & Åkerlunds 25-öresböcker af svenska förf ; 45. Göteborg: Åhlén & Åkerlund. 1912. Libris 1635819
- Fullblod. Stockholm: Fram. 1913. Libris 1635818
- Främlingarna på Skevik. Uppsala: Lindblad. 1924. Libris 1486240
- Friherrinnan Mariannes samvete. Stockholm: Chelius. 1930. Libris 1333430
- Den röda instinkten : noveller. Stockholm: Federativ. 1931. Libris 576679
- Det röda inslaget : noveller. Stockholm: Federativ. 1933. Libris 1347294
- Fredrik Karlssons dagbok. Stockholm: Lantarbetarförb. 1934. Libris 1347291
- Fredrik Karlssons vandringsår. Stockholm: Lantarbetarförb. 1934. Libris 1347292
- Det röda huset och det bruna. Stockholm: Lantarbetarförb. 1934. Libris 1347293

### Varia - urval
- En Gustaviansk patriot och hans hustru : generalen och generalskan greve Philip von Schwerin : efter samtida källor. Stockholm: Gullberg. 1916. Libris 14731568. http://hdl.handle.net/2077/34130
- Svenska allmogens frihetsstrider. Cultura Aetatis. 2019. ISBN 978-91-984633-2-3
- Svenska allmogens frihetsstrider från äldsta tider till våra dagar : en krönika. Stockholm: Fram. 1918-1920. Libris 8225999
- Svenska allmogens frihetsstrider. LT pocket, 99-0117456-2. Stockholm: LT. 1974. Libris 7251552. ISBN 91-36-00419-7
- Den stora strejken (Ny utg /efterskrift av Göran Wredenberg). Stockholm: Barrikaden. 1979. Libris 7747890. ISBN 91-85328-50-2
- Trälar, torpare, statare : noveller och journalistik. Stockholm: Ordfront. 1977. Libris 7634034. ISBN 91-7324-056-7